# San Marino CEPU Open 2012
Il San Marino CEPU Open 2012 è stato un torneo professionistico di tennis giocato sulla terra rossa. È stata la 25ª edizione del torneo che fa parte dell'ATP Challenger Tour nell'ambito dell'ATP Challenger Tour 2012. Si è giocato a San Marino nella Repubblica di San Marino dal 6 al 12 agosto 2012.

## Partecipanti

### Teste di serie
| Nazionalità | Giocatore              | Ranking* | Testa di serie |
| ----------- | ---------------------- | -------- | -------------- |
| Slovacchia  | Martin Kližan          | 52       | 1              |
| Slovenia    | Blaž Kavčič            | 76       | 2              |
| Italia      | Filippo Volandri       | 80       | 3              |
| Spagna      | Albert Montañés        | 90       | 4              |
| Brasile     | Rogério Dutra da Silva | 95       | 5              |
| Italia      | Simone Bolelli         | 104      | 6              |
| Spagna      | Daniel Gimeno Traver   | 108      | 7              |
| Italia      | Potito Starace         | 112      | 8              |

- Ranking al 1º agosto 2012.

### Altri partecipanti
Giocatori che hanno ricevuto una wild card:
- Alessio di Mauro
- Stefano Galvani
- Nicolás Massú
- Walter Trusendi

Giocatori passati dalle qualificazioni:
- Claudio Grassi
- Guillermo Hormazábal
- Miliaan Niesten
- Stéphane Robert

## Campioni

### Singolare
- Martin Kližan ha battuto in finale  Simone Bolelli con il punteggio di 6–3, 6–1.

### Doppio
- Lukáš Dlouhý /  Michal Mertiňák hanno battuto in finale  Stefano Ianni /  Matteo Viola con il punteggio di 2–6, 7–6(3), [11–9].